# Antwerpen

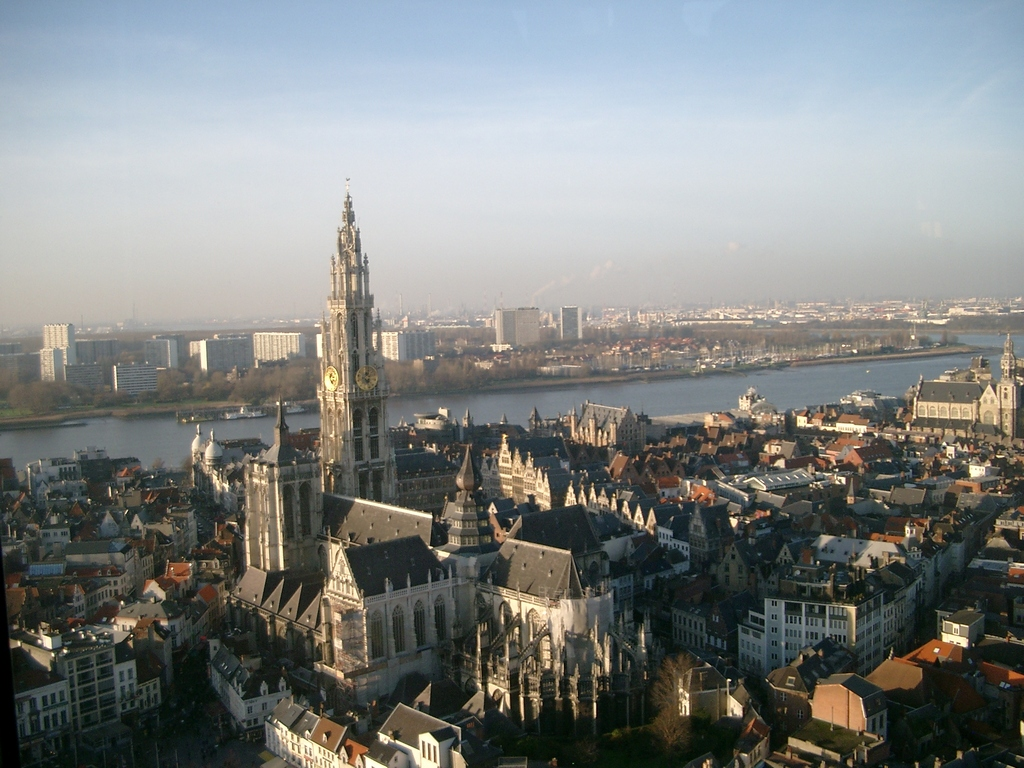
Onze-Lieve-Vrouwekathedraal và sông Scheldt.

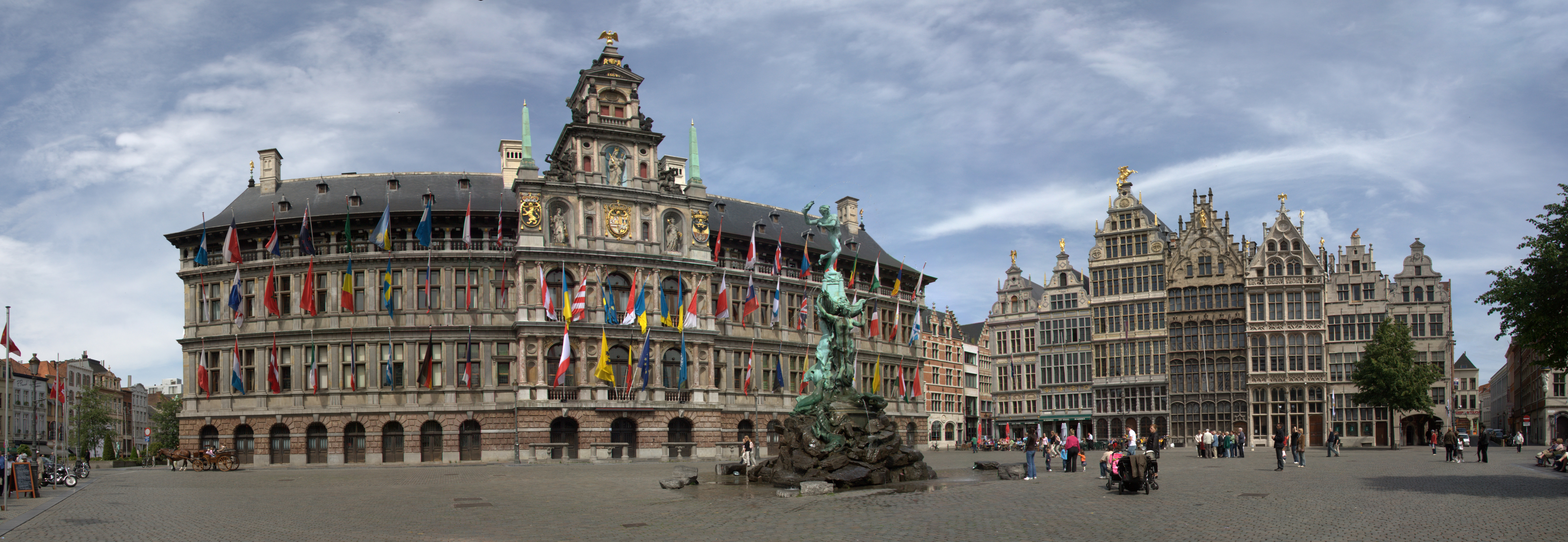
Grote Markt

Antwerpen Antwerpen [ˈɑntˌʋɛrpə(n)]ⓘ, tiếng Pháp: Anvers, tiếng Anh: Antwerp) là một thành phố và đô thị của Bỉ, thủ phủ của tỉnh tỉnh Antwerpen ở Flanders, một trong 3 vùng của Bỉ. Tổng dân số của Antwerpen là 513.500 người (thời điểm ngày 1 tháng 1 năm 2015) và tổng diện tích là 204,51 km², mật độ dân số là 2.308 người trên mỗi km². Vùng đô thị, bao gồm khu vực xung quanh với tổng diện tích 1.449 km² và dân số 1.890.769 người (thời điểm ngày 1/1/2008.

## Khí hậu
Một thành phố nhỏ ở Châu Âu này. Thuộc khí hậu Lạnh Mùa Đông ở đây có thể có Tuyết
| Dữ liệu khí hậu của Antwerp (1981–2010)          | Dữ liệu khí hậu của Antwerp (1981–2010) | Dữ liệu khí hậu của Antwerp (1981–2010) | Dữ liệu khí hậu của Antwerp (1981–2010) | Dữ liệu khí hậu của Antwerp (1981–2010) | Dữ liệu khí hậu của Antwerp (1981–2010) | Dữ liệu khí hậu của Antwerp (1981–2010) | Dữ liệu khí hậu của Antwerp (1981–2010) | Dữ liệu khí hậu của Antwerp (1981–2010) | Dữ liệu khí hậu của Antwerp (1981–2010) | Dữ liệu khí hậu của Antwerp (1981–2010) | Dữ liệu khí hậu của Antwerp (1981–2010) | Dữ liệu khí hậu của Antwerp (1981–2010) | Dữ liệu khí hậu của Antwerp (1981–2010) |
| Tháng                                            | 1                                       | 2                                       | 3                                       | 4                                       | 5                                       | 6                                       | 7                                       | 8                                       | 9                                       | 10                                      | 11                                      | 12                                      | Năm                                     |
| ------------------------------------------------ | --------------------------------------- | --------------------------------------- | --------------------------------------- | --------------------------------------- | --------------------------------------- | --------------------------------------- | --------------------------------------- | --------------------------------------- | --------------------------------------- | --------------------------------------- | --------------------------------------- | --------------------------------------- | --------------------------------------- |
| Trung bình ngày tối đa °C (°F)                   | 6.2 (43.2)                              | 7.0 (44.6)                              | 10.8 (51.4)                             | 14.4 (57.9)                             | 18.4 (65.1)                             | 20.9 (69.6)                             | 23.2 (73.8)                             | 23.1 (73.6)                             | 19.7 (67.5)                             | 15.3 (59.5)                             | 10.1 (50.2)                             | 6.6 (43.9)                              | 14.7 (58.5)                             |
| Trung bình ngày °C (°F)                          | 3.4 (38.1)                              | 3.7 (38.7)                              | 6.8 (44.2)                              | 9.6 (49.3)                              | 13.6 (56.5)                             | 16.2 (61.2)                             | 18.5 (65.3)                             | 18.2 (64.8)                             | 15.1 (59.2)                             | 11.3 (52.3)                             | 7.0 (44.6)                              | 4.0 (39.2)                              | 10.6 (51.1)                             |
| Tối thiểu trung bình ngày °C (°F)                | 0.7 (33.3)                              | 0.5 (32.9)                              | 2.8 (37.0)                              | 4.8 (40.6)                              | 8.8 (47.8)                              | 11.7 (53.1)                             | 13.8 (56.8)                             | 13.2 (55.8)                             | 10.6 (51.1)                             | 7.4 (45.3)                              | 4.1 (39.4)                              | 1.5 (34.7)                              | 6.7 (44.1)                              |
| Lượng Giáng thủy trung bình mm (inches)          | 69.3 (2.73)                             | 57.4 (2.26)                             | 63.8 (2.51)                             | 47.1 (1.85)                             | 61.5 (2.42)                             | 77.0 (3.03)                             | 80.6 (3.17)                             | 77.3 (3.04)                             | 77.2 (3.04)                             | 78.7 (3.10)                             | 79.0 (3.11)                             | 79.5 (3.13)                             | 848.4 (33.40)                           |
| Số ngày giáng thủy trung bình (≥ 1.0 mm)         | 12.3                                    | 10.6                                    | 12.0                                    | 9.2                                     | 10.6                                    | 10.4                                    | 10.2                                    | 9.9                                     | 10.3                                    | 11.4                                    | 12.9                                    | 12.8                                    | 132.7                                   |
| Số giờ nắng trung bình tháng                     | 57                                      | 77                                      | 122                                     | 177                                     | 208                                     | 202                                     | 214                                     | 202                                     | 144                                     | 116                                     | 62                                      | 47                                      | 1.625                                   |
| Nguồn: Royal Meteorological Institute of Belgium |                                         |                                         |                                         |                                         |                                         |                                         |                                         |                                         |                                         |                                         |                                         |                                         |                                         |

## Thành phố kết nghĩa
- Rotterdam, Hà Lan, 1940
- Mulhouse, France, 1954
- Saint Petersburg, Nga, 1958
- Rostock, Đức, 1963
- Thượng Hải, Cộng hòa Nhân dân Trung Hoa, 1984
- Akhisar, Thổ Nhĩ Kỳ, 1988
- Haifa, Israel, 1995
- Cape Town, Nam Phi, 1996
- Barcelona, Tây Ban Nha, 1997
- Ludwigshafen, Đức, 1998